# Нимфа Фонтенбло
Нимфа Фонтенбло (фр. La Nymphe de Fontainebleau) — бронзовый горельеф, созданный выдающимся итальянским скульптором Бенвенуто Челлини в 1542 году во Франции по заказу короля Франциска I для его замка Фонтенбло. Известен также как «Нимфа Ане» (Nymphe d’Anet) или «Нимфа с оленем» (Nymphe au cerf). Хранится в Музее Лувра, Париж.

## История
Произведение представляет собой демилюн (фр. demilune — полумесяц), размером 2,05 × 4,09 м. Изображает нимфу, возлежащую в окружении лесных животных: оленей, кабанов и охотничьих собак. Горельеф создан во время второго пребывания итальянского скульптора во Франции. Король Франциск I поручил Челлини создать бронзовый портал высотой шесть метров для украшения Золотых ворот (Porte Dorée) замка Фонтенбло. «Нимфа» должна была стать частью композиции, украсив верхнюю часть портала, — отсюда необычный формат и значительный размер рельефа. Однако этот проект не был осуществлён, скульптор попал в опалу и покинул страну в 1545 году. Из всего запланированного декора лишь «Нимфа» была отлита из бронзы.
После кончины короля Франциска в 1547 году новый король Генрих II Валуа подарил «Нимфу Фонтенбло» Диане де Пуатье, которая распорядилась поместить произведение Челлини над входными воротами своего замка Ане, произведения архитектора Филибера Делорма (так называемый Портал Ане, 1552).
Во время Французской революции в 1789 году замок был разграблен, а позднее разрушен, рельеф перенесён в Музей французских памятников в Париже. Портал замка восстановили в 1844 году, в его люнете установили тонированный гипсовый слепок (макет портала замка позднее смонтировали во дворике Школы изящных искусств). В 1797 году горельеф был помещён в Лувре и установлен в люнете над балконом в Зале Кариатид крыла Леско, где оставался до 1857 года, когда был заменен гипсовым слепком. Оригинал произведения Бенвенуто Челлини разместили на лестничной площадке Лестницы Моллиен (l’escalier Mollien) над первым этажом Крыла Денон Лувра.

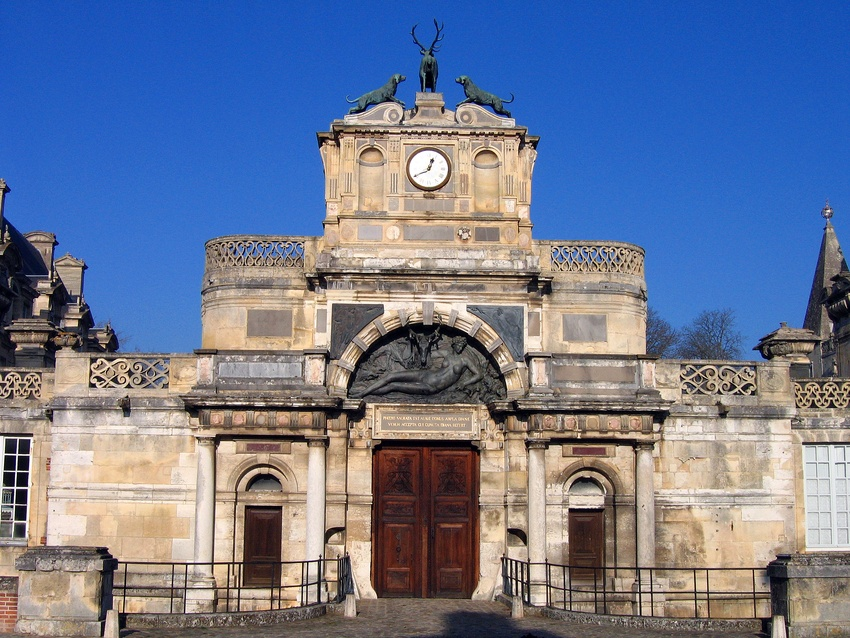
Портал замка Ане. Современный снимок
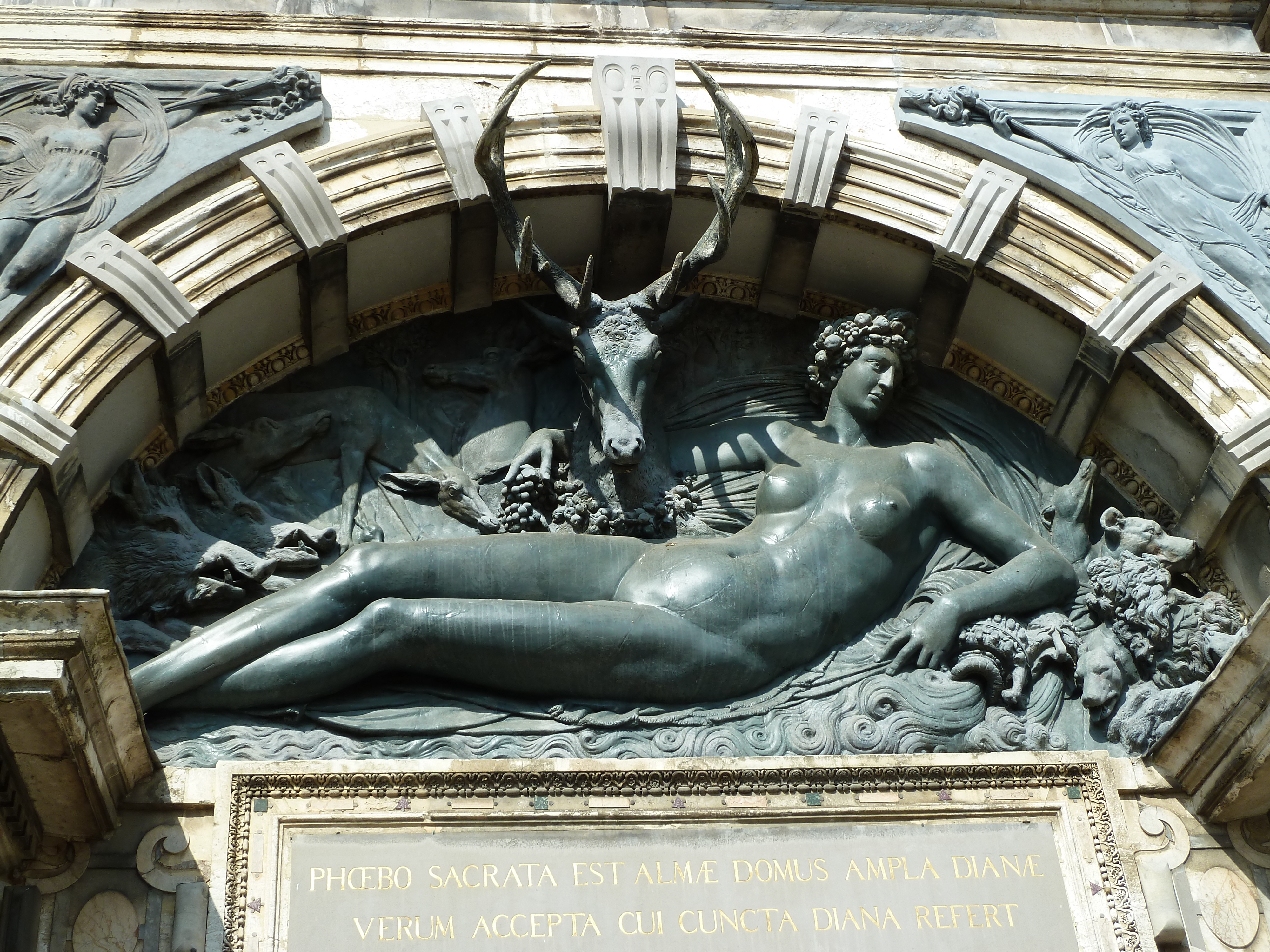
Копия нимфы на портале замка Ане
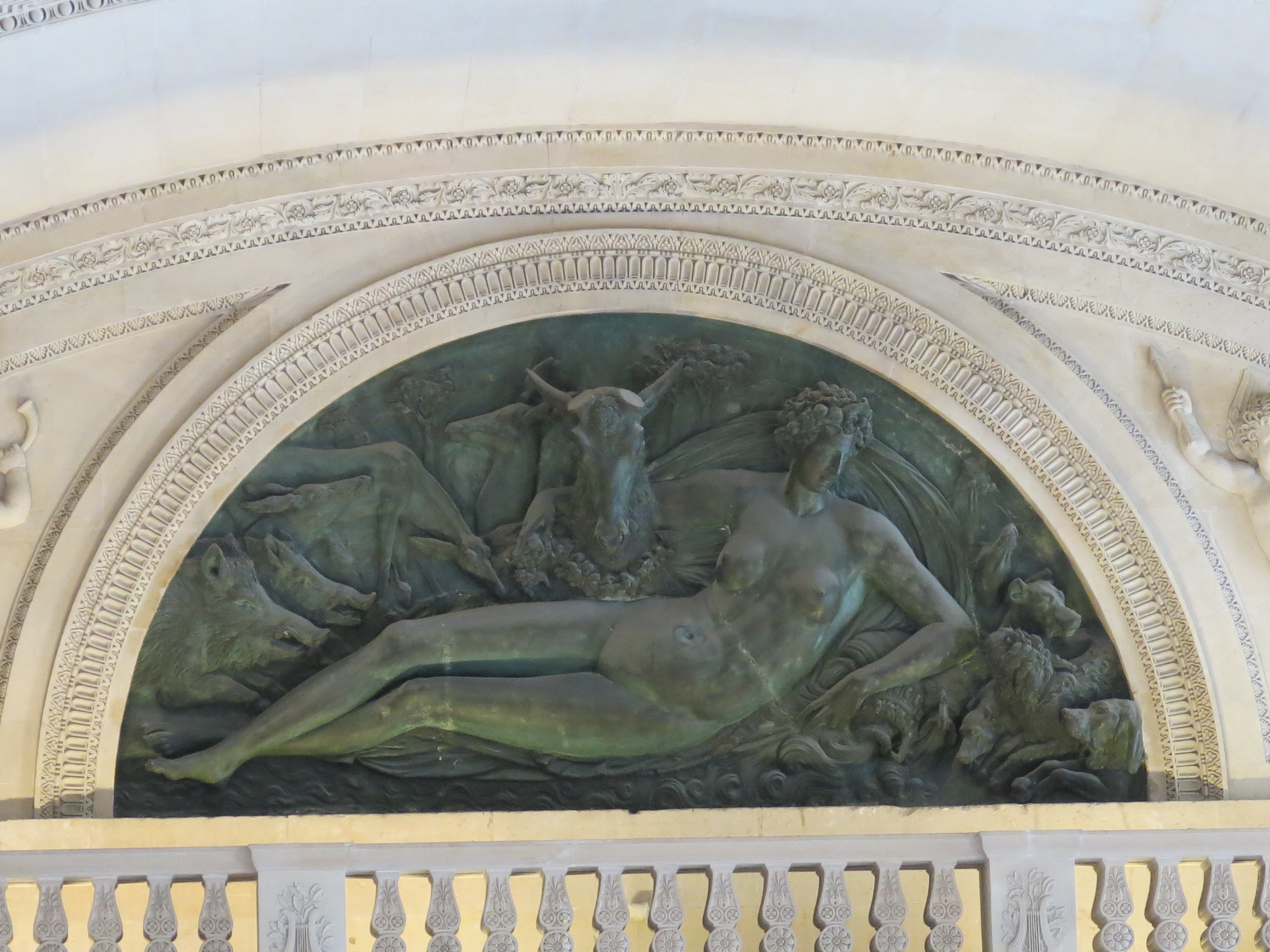
Гипсовый слепок «Нимфы Фонтенбло» в люнете Зала кариатид Лувра, установленный после перенесения оригинала в 1857 году на Лестницу Моллиен в Лувре
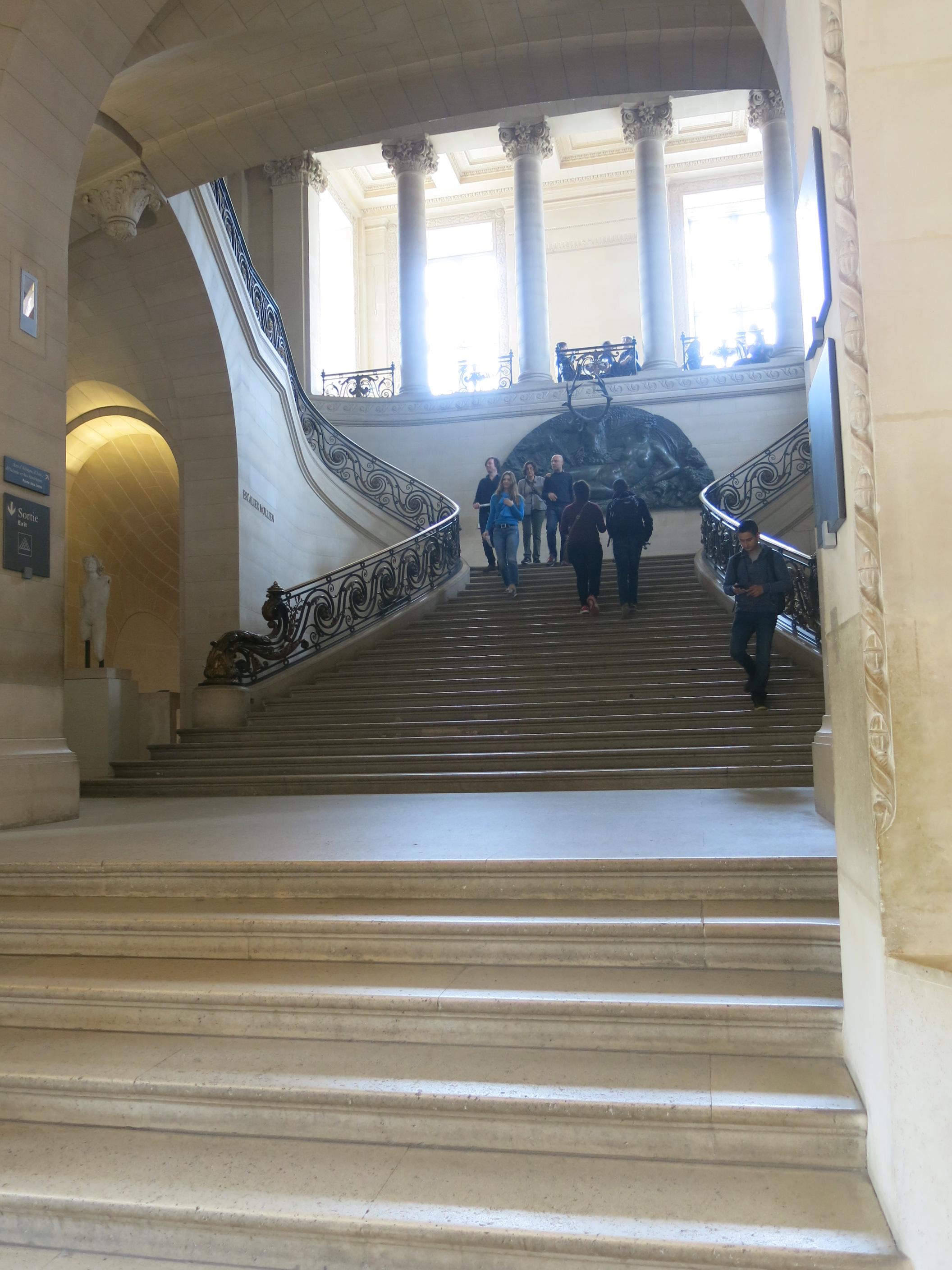
«Нимфа Фонтенбло» на площадке Лестницы Моллиен в Лувре
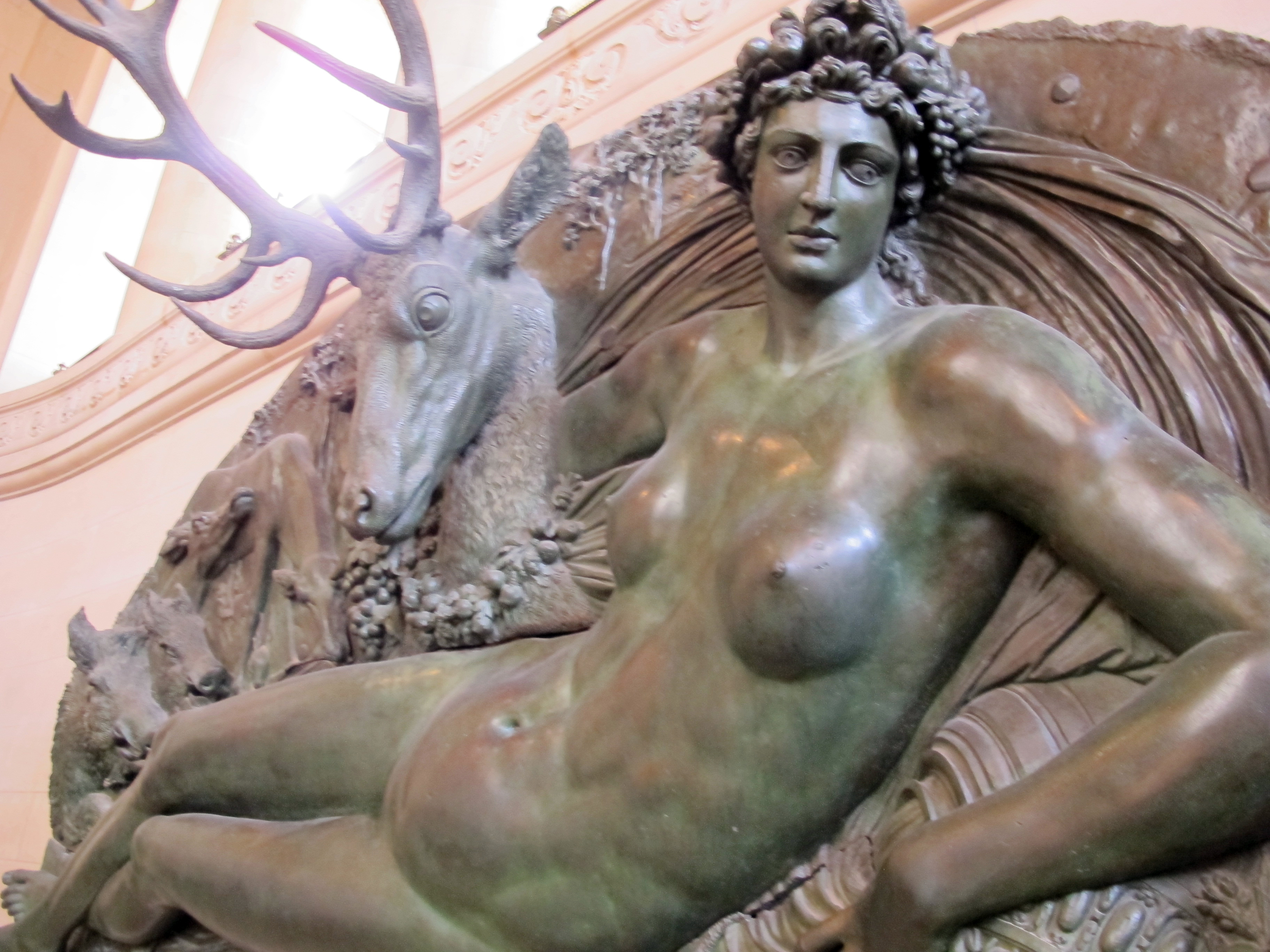
Деталь горельефа
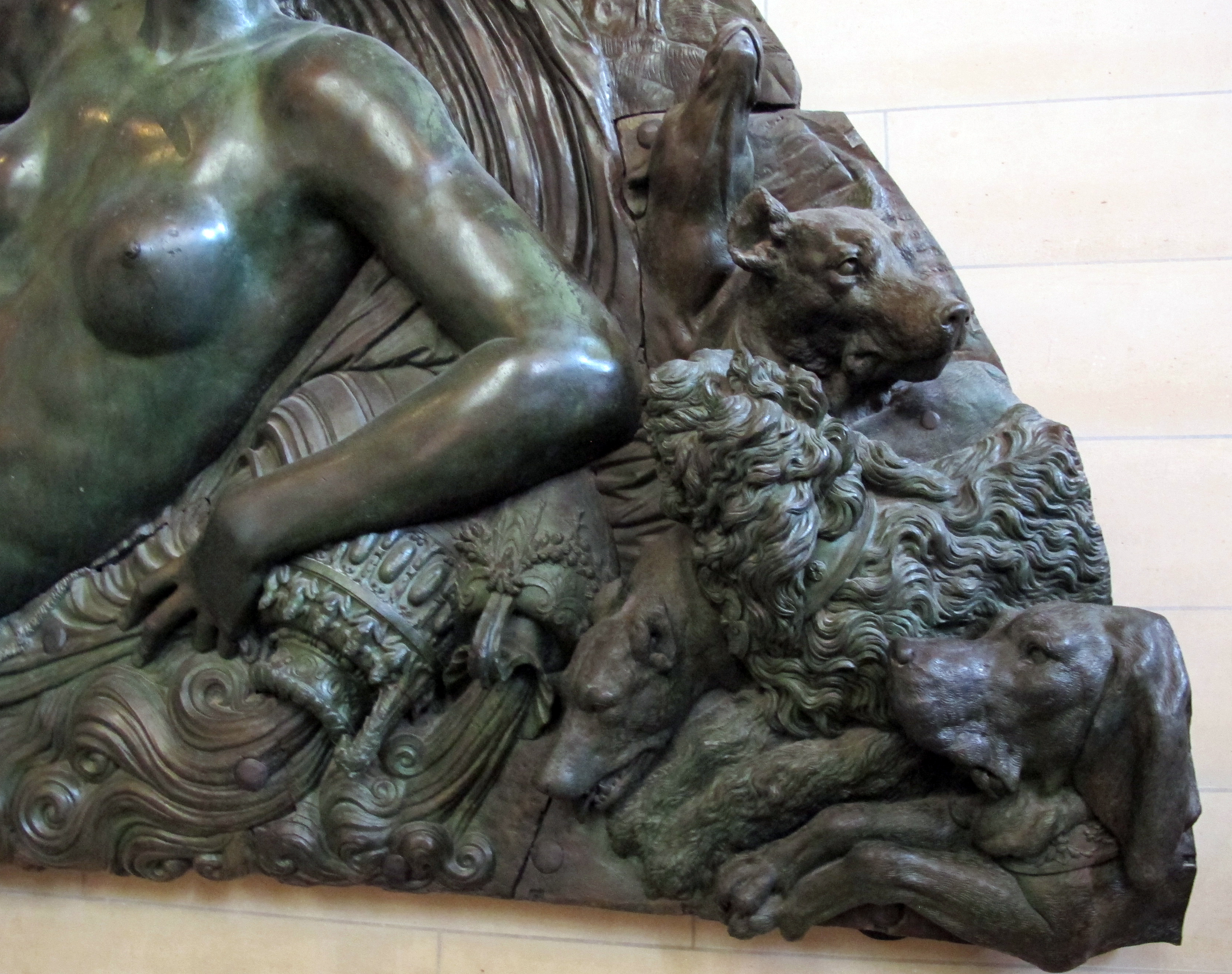
Деталь правой части композиции
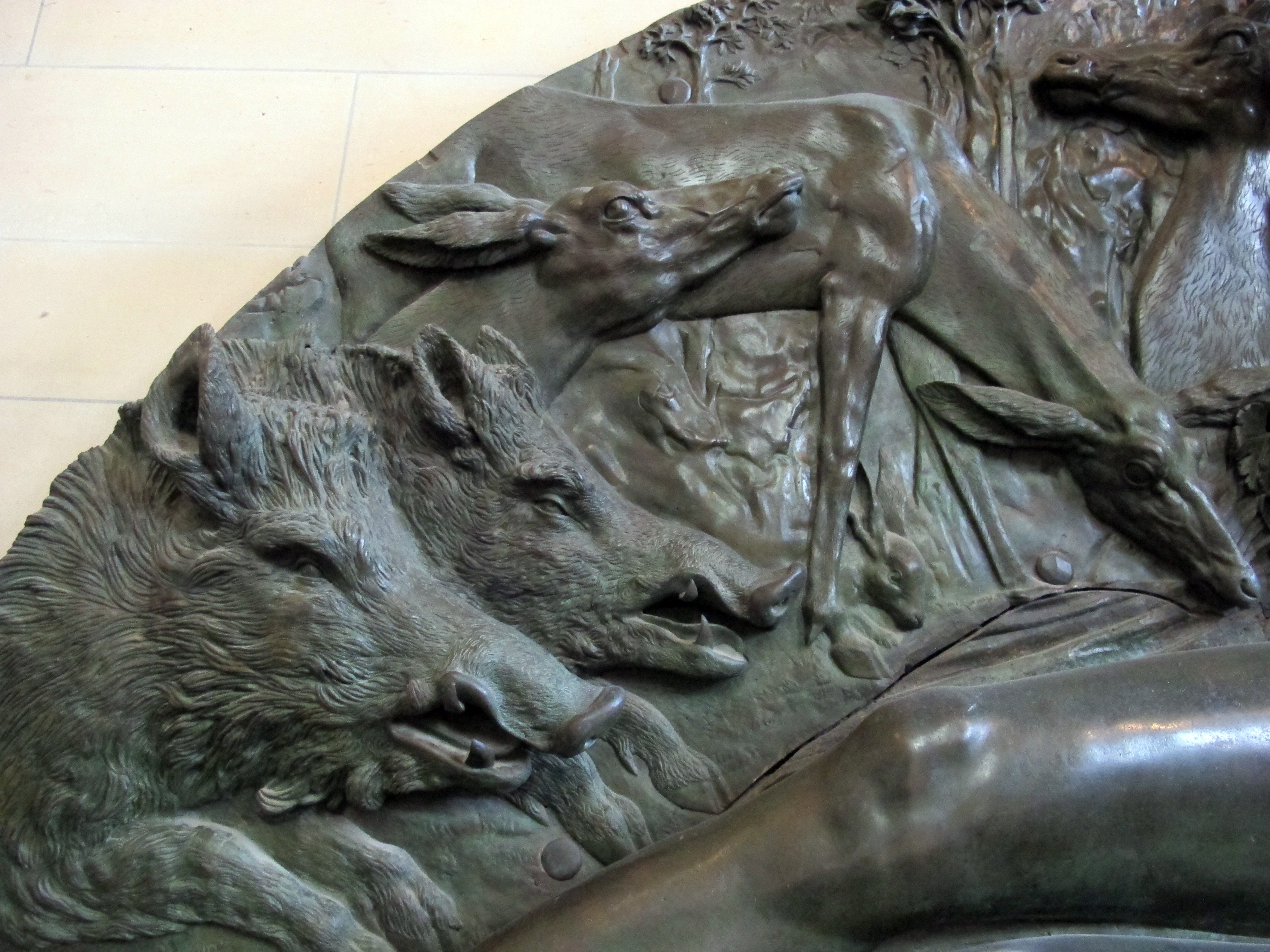
Деталь левой части

## Иконография, символика и стиль
Рельеф относят к ранним произведениям французского маньеризма школы Фонтенбло. Обнажённая женская фигура имеет характерные маньеристические пропорции, которые в наше время воспринимаются по меньшей мере странными: чрезмерно удлинённые ноги, маленькая голова, обнимающая за шею оленя (эмблема короля Франциска I). Она имеет сходство с юной Дианой де Пуатье. В эпоху французского маньеризма в этом не видели ничего предосудительного. Именно в этот период во французской живописи и скульптуре появляется множество изображений обнажённой Дианы-охотницы, древнеримской богини с лицом прекрасной Дианы де Пуатье. «Эти изображения свидетельствуют о своеобразном галльском культе обнажённого тела и о том, что подобные намёки были не только разрешены, но, вероятно, открыто поощрялись самой мадам Пуатье».
В парке Фонтенбло находился грот, который называли «Местом купания Дианы». Стройную, динноногую богиню лесов и охоты изображали скульптор Жан Гужон и живописец Жан Клуэ. Иконография «Нимфы Фонтенбло» связана с традиционной темой «Нимфа источника». По одной из версий произведение Челлини также намеревались использовать для украшения фонтана, что соотносится с легендой о происхождении названия замка. Согласно этой легенде, во время охоты собака короля по кличке Блио обнаружила источник (фр. la fontaine), который назвали её именем, получилось: Fontaine Bleau (Фонтенбло).
В Фонтенбло «Нимфу источника» отождествили с Дианой, богиней охоты, представляющей по сходству имён владелицу замка, Диану де Пуатье, а олень символизировал короля Генриха II, сделавшего Диану де Пуатье своей официальной фавориткой.
Общая композиция горельефа вдохновлена гравюрой по рисунку Россо Фьорентино и последующей фреской, расположенной в центре галереи Франциска I. Гравюра по маньеристичности в изображении фигуры нимфы и характеру орнаментики — типичное произведение школы Фонтенбло. Под изображением помещена латинская надпись, восхваляющая рельеф работы Челлини: «О Фидий, О Апеллес, можно ли было вообразить в наше время что-либо более прекрасное, чем эта скульптура, которая представлена здесь и которую Франциск I, могущественный король французов, отец литературы и искусств, оставил незаконченной в своём дворце под статуей Дианы, отдыхающей после охоты и выливающей воду из урны Фонтенбло».

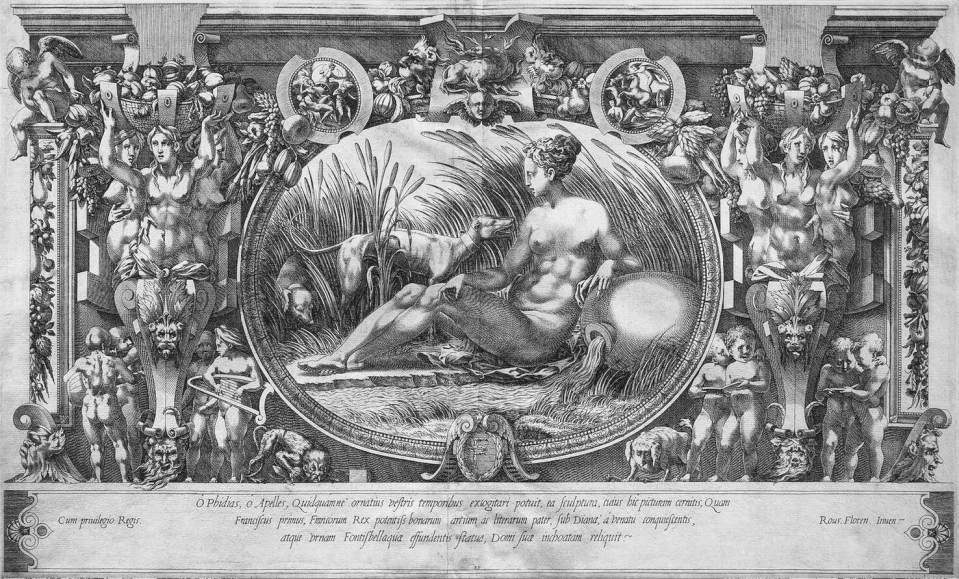
П. Милан, Р. Буавен по рисунку Россо Фьорентино. Нимфа Фонтенбло. 1554. Гравюра резцом на меди
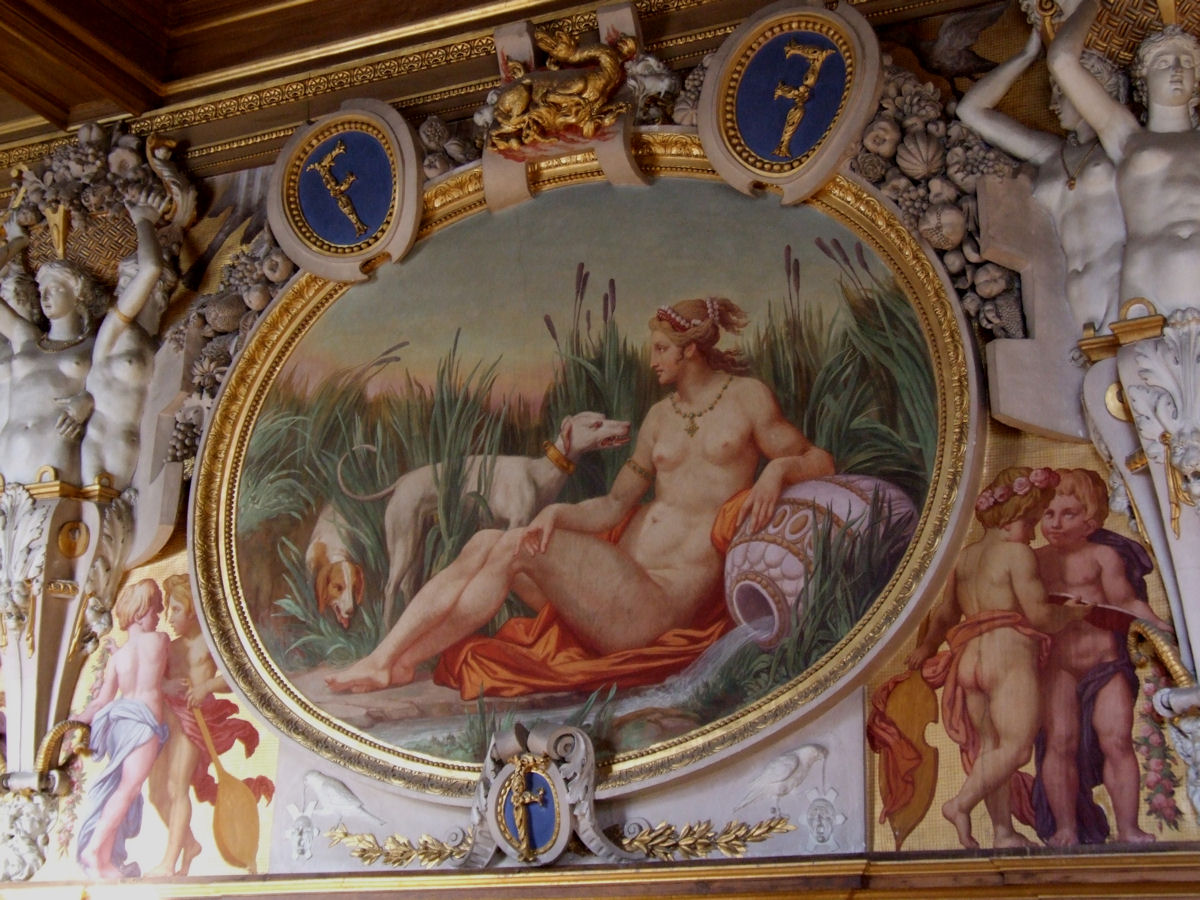
Россо Фьорентино. Нимфа Фонтенбло. Фреска Галереи Франциска I во дворце Фонтенбло
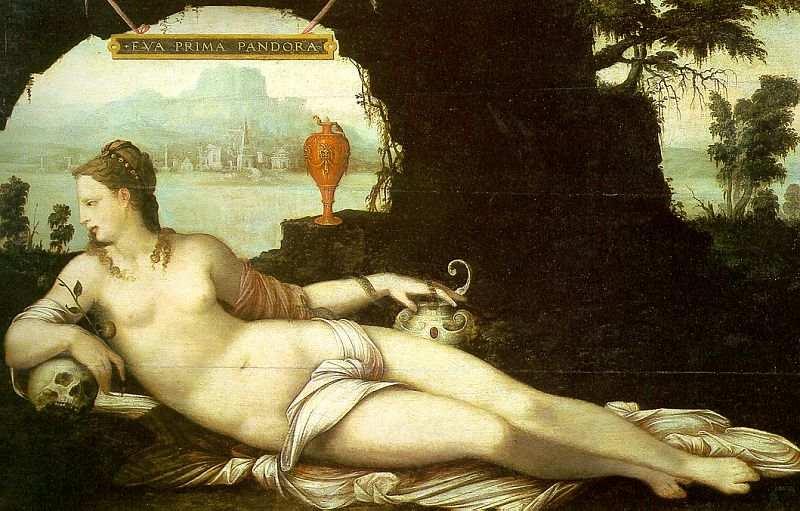
Ж. Кузен Старший. Ева – первая Пандора. 1550. Дерево, масло. Лувр, Париж